# Cerkiew Świętych Borysa i Gleba w Moskwie (Zapadnoje Diegunino)
Cerkiew Świętych Borysa i Gleba – prawosławna cerkiew w Moskwie, w dekanacie Ikony Matki Bożej „Znak” eparchii moskiewskiej miejskiej Rosyjskiego Kościoła Prawosławnego.

## Historia
Cerkiew znajdowała się początkowo na terenie wsi Diegunino. Pierwsza wzmianka o drewnianej świątyni prawosławnej w miejscowości pochodzi z 1585 r. Świątynia spłonęła w pożarze podczas polsko-litewskiej interwencji w Rosji (Wielka Smuta). W 1633 r. na miejscu tym wzniesiono nową cerkiew, ponownie drewnianą, a gdy ta z wiekiem podupadła, w latach 1761–1762 zbudowano kolejną, także z drewna. 
W latach 1863–1866 z błogosławieństwa metropolity moskiewskiego Filareta drewnianą cerkiew zastąpiono budowlą murowaną w stylu rosyjsko-bizantyjskim, z trzema ołtarzami – Świętych Borysa i Gleba, Ikony Matki Bożej „Wszystkich Strapionych Radość” oraz św. Mikołaja. 
Świątynia była czynna do lutego 1941 r. Obiekt sakralny przebudowano na ambulatorium. W latach powojennych, do 1990 r. w budynku mieściły się różne instytucje świeckie. W 1961 r. budowlę wpisano do rejestru zabytków. Mimo to niekonserwowany obiekt ulegał stopniowemu zniszczeniu. W 1990 r. w Zapadnym Dieguninie powstała parafia prawosławna, która odremontowała cerkiew i przywróciła ją do użytku liturgicznego. Pierwsze nabożeństwo odbyło się 8 października 1991 r.